# Aleksandr Amfiteátrov
Aleksandr Valentínovich Amfiteátrov (en ruso: Алекса́ндр Валенти́нович Амфитеа́тров, 26 de diciembre de 1862-26 de febrero de 1938) fue un historiador y escritor ruso. 

## Biografía
Hijo de un sacerdote, Amfiteátrov nació en Kaluga. Aunque sus padres intentaron que fuera abogado, terminó por convertirse en periodista y en un popular novelista. En 1902 tuvo que exiliarse por escribir un artículo satírico sobre la familia imperial. Volvería durante la guerra ruso-japonesa, para posteriormente volver a Europa occidental, viviendo en Francia y en Italia. 
Uno de los primeros libros que Amfiteátrov escribió, fue sobre Nerón y los principios del cristianismo en 1890. El exilio en Italia le permitió acceder a numerosas fuentes y pruebas que más tarde expondría los principales especialistas europeos. Completa la obra, en 1913 la publicaría bajo el título "Nerón: La bestia que sube del abismo" ( Зверь из бездны Нерон), la historia de la vida del emperador Nerón que incluiría en una exhaustiva enciclopedia sobre Roma a finales de la dinastía Julio-Claudiana, a la vez que realizó una revisión crítica de diversos conceptos históricos contemporáneos. En 1913, su vista estaba fallando hasta el punto en que no podía revisar el texto y editar la impresión tipográfica. Amfiteátrov confiaba más en su memoria que en la lectura, por lo que la primera edición fue lanzada con los errores y problemas de continuidad. Su segundo estudio romano, "Arco de Tito", dedicada a los primeros cristianos en Roma, no se ha completado.
En Italia, completó sus dos novelas más exitosa: "Vosmidesyátniki" (1907-1908) y "Devyatidesyátniki" (1911-1913), que tratan de la intelectualidad de los años 1880 y 1890, respectivamente. 
En 1916 Amfiteátrov regresó a Rusia y se convirtió en editor del diario nacionalista "Rússkaya Volia". Debido a los continuos ataques contra el gobierno, fue enviado al exilio a Irkutsk a principios de 1917, pero después de la revolución de febrero, regresó a Petrogrado, donde editó un periódico cosaco y escribió diversos artículos atacando a los bolcheviques hasta que estos prohibieron la libertad de prensa. Tras esto se convirtió en profesor y traductor. Abandonó Rusia con su familia en agosto de 1921. Hasta la primavera de 1922 vivió en Praga para luego volver a Italia, donde escribió en varias revistas de emigrantes. 
Amfiteatrov murió en 1938 en Levanto, Italia, a los 75 años de edad. Tuvo cuatro hijos: Vladímir Amfiteátrov-Kadashev (escritor y periodista), Daniele Amfiteátrov (compositor), y Maksim y Román Amfiteátrov (ambos músicos).